# Зелений гай (заказник)
Ботанічний заказник місцевого значення «Зелений гай» — об'єкт природно-заповідного фонду Харківської області загальною площею 20 га, що розташовано біля села Зелений Гай і селища Червона Хвиля у зоні Галицько-Слобожанського природного коридору загальнодержавного значення та знаходиться під охороною Державного дослідного господарства «Червона хвиля».
Був зарезервований для наступного заповідання рішенням Харківської обласної  ради від 20.11.1997 р. для збереження схилів балок правого берега р. Бурлук із степовою рослинністю та байрачним лісом. Площа території, що резервувалась під заповідання - 192 га.  
Рішенням сесії обласної ради V скликання від 27 березня 2009 р. для збереження волосистої ковили заказник одержав статус земель заповідного фонду місцевого значення.